# Dillenia alata
Dillenia alata är en tvåhjärtbladig växtart som först beskrevs av Robert Brown och Dc., och fick sitt nu gällande namn av Ugolino Martelli. Dillenia alata ingår i släktet Dillenia och familjen Dilleniaceae. Inga underarter finns listade i Catalogue of Life.

## Bildgalleri

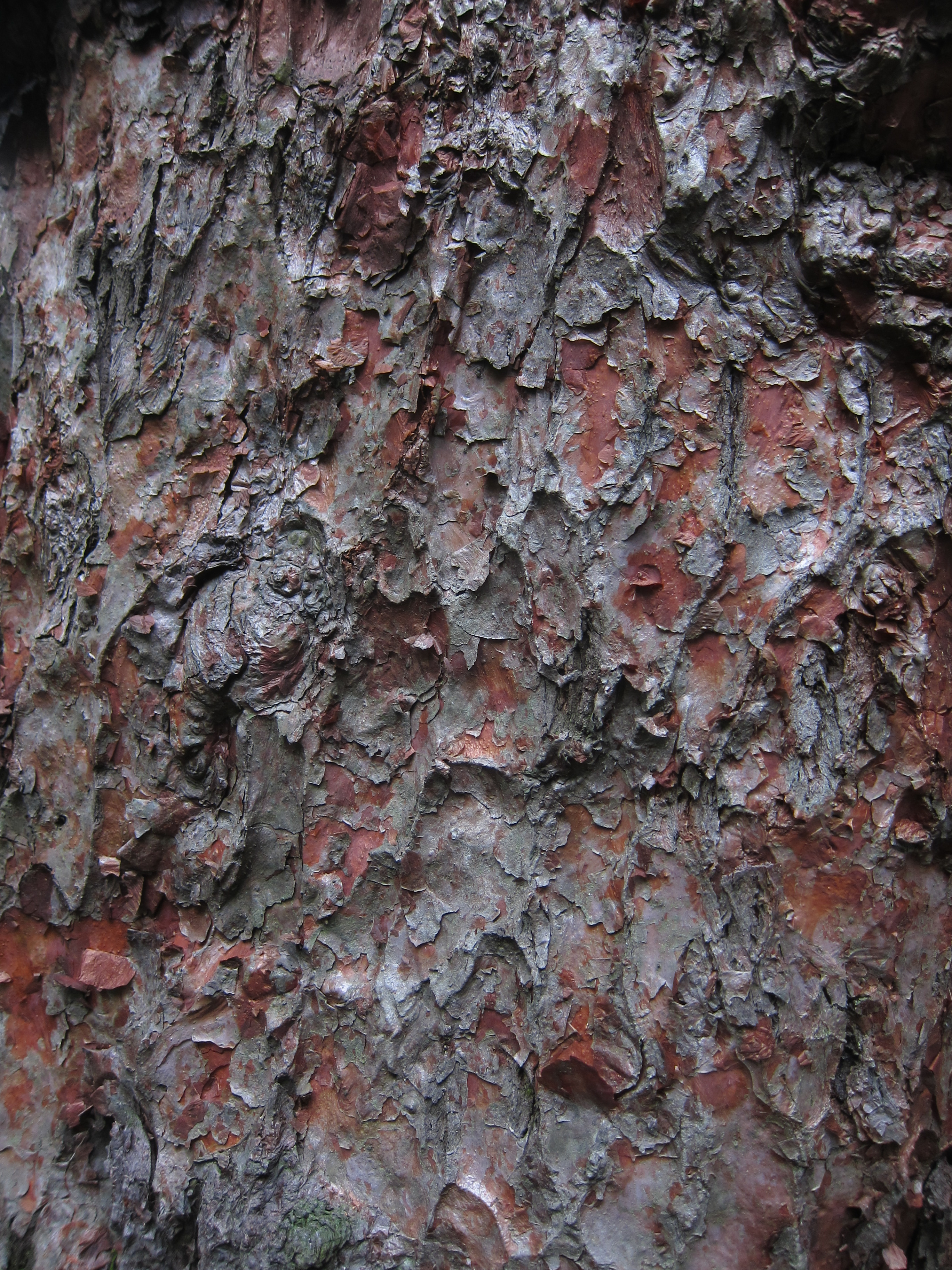
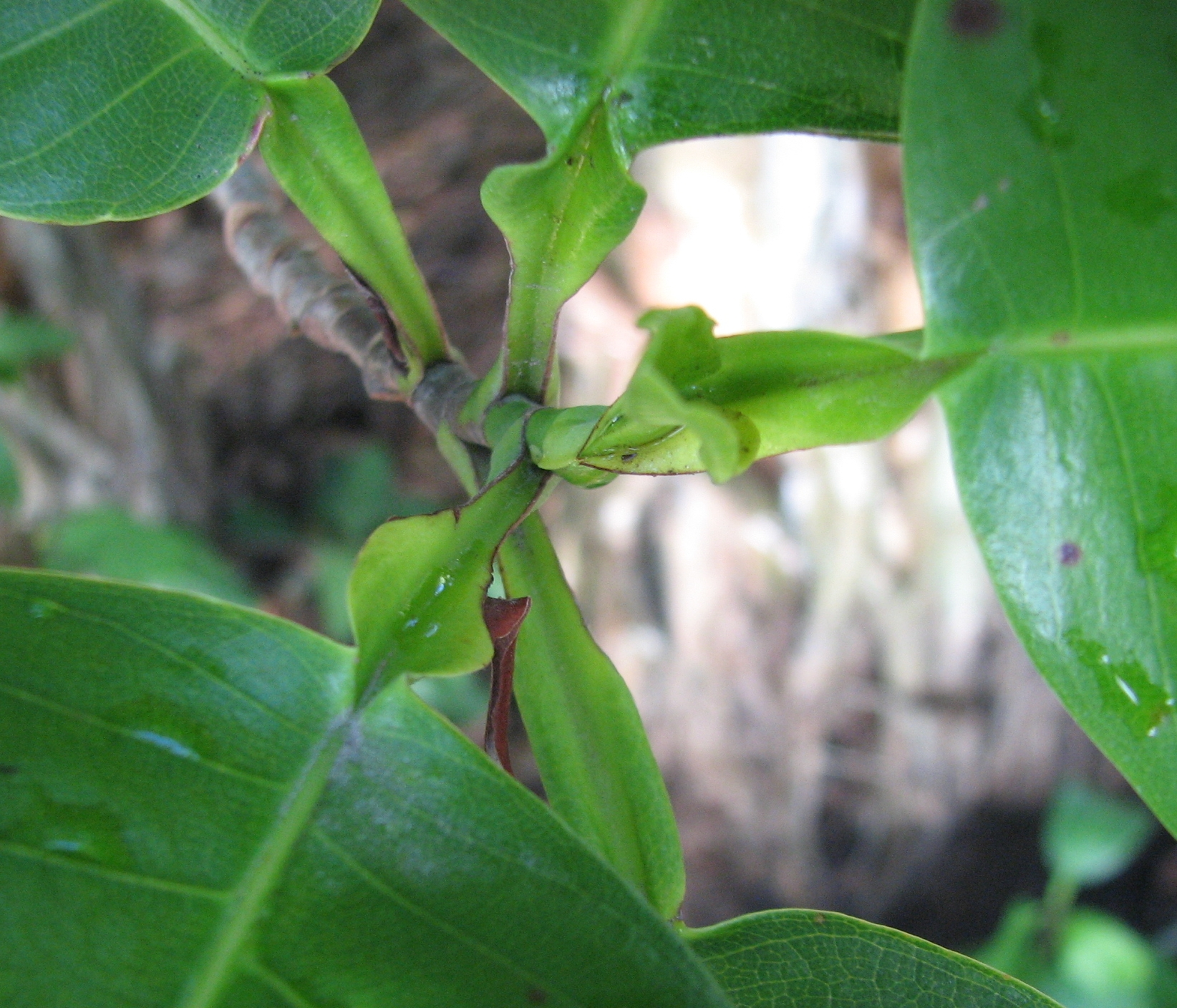